# Aały Karaszew
Aały Karaszew (ur. 30 października 1968 w Osz) – kirgiski polityk, wicepremier w latach 2011–2012 i 2015–2016, pełniący obowiązki premiera Kirgistanu od 1 do 5 września 2012.

## Życiorys
Aały Karaszew urodził się w 1968 w obwodzie oszyńskim. W 1991 ukończył Kirgiski Instytut Rolniczy. Od 1999 do 2007 pracował w administracji prezydenckiej. W latach 2007–2009 zajmował stanowisko gubernatora Osz. 23 grudnia 2011 objął urząd wicepremiera w rządzie premiera Ömürbeka Babanowa.
1 września 2012, po rozpadzie koalicji rządzącej i ustąpieniu ze stanowiska przez Ömürbeka Babanowa, jako wicepremier przejął obowiązki szefa rządu do czasu powołania nowego gabinetu. 5 września 2012 na czele z Dżantörö Satybałdijewem.
W latach 2015–2016 pełnił funkcję wicepremiera w rządzie Temira Sarijewa.